# 台灣—澳門關係
台灣與澳門關係是指台灣與澳門之間的双边关系。目前為海峽兩岸關係的一部分，屬中華民國大陆委员会所管轄，陸委會的澳门事务处以台北经济贸易代表处的名义在澳门运作，以處理澳门特別行政區与台灣地區的双边事务。相对的，澳門特別行政區政府在台灣當局所在地台北市设立了澳門經濟文化辦事處，後因海峽兩岸關係不佳，於2021年6月19日暫停運作。
台灣當局駐香港特別行政區和澳門特別行政區的办事机构，是其唯二在陸港澳地區的行政机关。

## 歷史
澳門和台灣，皆曾經受到葡萄牙帝國的影響：其中澳門由葡萄牙統治四百多年；而台灣則被葡萄牙發現，福爾摩沙更是台灣葡萄牙語的對外名稱。
1966年12月3日，葡屬澳門爆發「一二·三事件」，結果使中華民國政府和中國國民黨在澳門設置或支持的機構和團體被查封，中國國民黨在澳門勢力被全面清除。12月25日，中華民國外交部因葡屬澳門將7名反共人士移交中华人民共和国政府，向葡萄牙提出抗議；1967年1月6日，澳門禁懸青天白日滿地紅旗及親臺之「澳門工團總會」被查封，中華民國外交部再度向葡萄牙提出抗議；1月11日，召回駐葡萄牙代辦吳文輝；1月30日，因葡澳與中华人民共和国政府簽定協約，同意遣返逃澳難民，關閉臺灣機構，並同意8名反共人士押送中華人民共和國境内，再向葡方轉遞第5次抗議；2月21日，駐聯合國代表劉鍇向聯合國提岀抗議。:731。但中華民國及葡萄牙直至1975年才断交。
現今的台澳关系不少程度上基于台港關係，但近年越來越多人來台/澳升學或工作，台灣與澳門兩地交流因而日漸增加，而近年來，澳門赴台旅客的人數亦有增加的迹象，因此台北駐澳門經濟文化辦事處推出不少優惠港澳居民的福利，而中華民國政府把香港、澳門兩地合稱為港澳地區，有別於中國大陸。
2019年1月，因澳門特區政府未發工作簽證，新任陸委會駐澳組長張多馬無法如期到任。2020年4月代理處長李佩儒也因拒簽一個中國承諾書而返國。
2021年6月16日，澳门特区政府宣布同月19日起在台湾澳门经济文化办事处暂时停止运作。澳门特区政府称，在台办事处人员的证件续期和新轮换人员赴台申请一直无法获批，在台办事处不得已暂停运作。
2024年8月1日，陸委會指出，澳門特區政府以「台方拒簽一個中國承諾書」為由，仍然拒絕為剩餘兩名陸委會駐澳成員派發簽證，亦無法派出新任成員。陸委會呼籲澳門特區政府「儘速摒除不必要的障礙」，並強調會作出最壞打算。
2024年10月底，花蓮縣警察局花蓮分局及吉安分局破獲三件假投資詐騙車手案，其中一位為澳門籍，全案依詐欺移送花蓮地檢署指揮偵辦。

## 外部連結
- 在台灣澳門經濟文化辦事處官方網站 （页面存档备份，存于）（繁體中文）
- 台北經濟文化辦事處 （页面存档备份，存于）（繁體中文）